# Michel Debré
Pour les autres membres de la famille, voir Famille Debré.
Ne doit pas être confondu avec Michel Debray.
Michel Debré, né le 15 janvier 1912 dans le 7e arrondissement de Paris et mort le 2 août 1996 à Montlouis-sur-Loire, est un résistant, académicien et homme d'État français. Il est le premier à exercer la fonction de Premier ministre de la Ve République, du 8 janvier 1959 au 14 avril 1962.
Résistant et gaulliste, il est sénateur d’Indre-et-Loire de 1948 à 1958. Avec le retour du général de Gaulle au pouvoir en 1958, il devient garde des Sceaux. Il dirige en parallèle le groupe de travail chargé de la rédaction de la Constitution de la Ve République. Nommé Premier ministre à la suite de l’élection du général de Gaulle à la présidence de la République, il démissionne trois ans plus tard après un désaccord avec celui-ci sur son projet d’élection du président de la République au suffrage universel direct.
Il occupe par la suite les fonctions de ministre de l'Économie et des Finances de 1966 à 1968, puis des Affaires étrangères de 1968 à 1969, et enfin de la Défense nationale de 1969 à 1973. Candidat divers droite n’étant soutenu par aucun parti à l’élection présidentielle de 1981, il réunit 1,66 % des suffrages, soit le plus mauvais score pour un ancien Premier ministre à un tel scrutin.
Député de La Réunion jusqu’en 1988, il a participé au transfert forcé de plus de 2 000 enfants, dans l'affaire des « Enfants de la Creuse ».
Maire d’Amboise jusqu’en 1989, il est considéré comme l’un des « barons du gaullisme ».
Il est élu membre de l'Académie française en 1988.

## Situation personnelle

### Famille
Michel Debré est le fils du professeur Robert Debré (1882-1978), considéré comme le fondateur de la pédiatrie moderne en France, et de Jeanne Debat-Ponsan, agrégée de médecine. Il est le petit-fils du rabbin Simon Debré (1854-1939) et du peintre Édouard Debat-Ponsan.
La famille Debré a donné à la France plusieurs grandes personnalités, notamment des médecins.
Michel Debré a un frère, le peintre Olivier Debré, et une sœur, Claude Monod-Broca.
Il épouse Anne-Marie Lemaresquier (1912-2001), fille de l'architecte Charles Lemaresquier (1870-1972) et sœur de Noël Le Maresquier (1903-1982) également architecte, avec laquelle il a quatre fils :
- Vincent Debré, né en 1939, directeur de sociétés ;
- François Debré (1942-2020), journaliste ;
- Bernard Debré (1944-2020), médecin agrégé des hôpitaux urologue et homme politique, député de 1986 à 1994 et de 2004 à 2017, maire d’Amboise de 1992 à 2001, ancien ministre de la Coopération ;
- Jean-Louis Debré (1944-2025), faux jumeau de Bernard, également homme politique, ministre de l’Intérieur de 1995 à 1997, président de l'Assemblée nationale de 2002 à 2007, président du Conseil constitutionnel de 2007 à 2016.

### Études
Michel Debré effectue ses études secondaires au lycée Montaigne, puis au lycée Louis-le-Grand. Après l'obtention de son baccalauréat, il étudie à l'École libre des sciences politiques, dont il est diplômé en 1931 dans la section « administrative ». Classé 5e sur 32, il est qualifié d'« élève d'élite » par un enseignant.
Il devient docteur en droit à la faculté de droit de Paris, et intègre également l'École des officiers de réserve de la cavalerie à Saumur. Il est reçu, à 22 ans, au concours de l'auditorat au Conseil d'État, en 1934.

## Parcours politique

### Débuts et ascension
Michel Debré est chargé de mission au cabinet de Paul Reynaud en novembre 1938, au ministère des Finances.

#### Seconde Guerre mondiale
Mobilisé en 1939 comme officier de cavalerie, il est fait prisonnier à Artenay en juin 1940, mais parvient à s'évader en septembre suivant. Il rentre alors au Conseil d'État et se montre favorable au général Maxime Weygand. D'avril à octobre 1941, il est directeur de cabinet d'Emmanuel Monick, secrétaire général du Protectorat français du Maroc, qui prépare déjà l'opération Torch. Michel Debré retourne de nouveau au Conseil, prête serment au maréchal Philippe Pétain, et est nommé maître des requêtes au Conseil d'État par Joseph Barthélemy en 1942.
En février 1943, quatre mois après l'invasion de la zone libre, il s'engage dans la Résistance sous le nom de Fontevrault puis de François Jacquier, adhérant au réseau Ceux de la Résistance (CDLR). Pendant l'été 1943, il est chargé par le général de Gaulle d'établir la liste des préfets qui remplaceront ceux du régime de Vichy pour le jour de la Libération. Il séjourne à Montauban, où passe aussi son père et où est abritée sa grand-mère grâce au réseau de l’évêque Théas,. Il y fabrique des fausses cartes à la mairie et organise des abris sûrs dans les maisons religieuses, avec l’appui de Bourdeau, coadjuteur de l’évêque.
Il devient lui-même commissaire de la République à Angers en août 1944.

#### Gouvernement provisoire de la République
En 1945, de Gaulle le charge auprès du Gouvernement provisoire d'une mission de réforme de la fonction publique, dans le cadre de laquelle il crée et rédige les statuts de l'École nationale d'administration, dont l'idée avait été formulée par Jean Zay avant-guerre.

### Sous la Quatrième République

#### Activités partisanes et mandat de sénateur
Sous la IVe République, Michel Debré adhère tout d'abord à l'Union démocratique et socialiste de la Résistance (UDSR), puis au Parti radical-socialiste sur les conseils du général de Gaulle (« Allez au Parti radical, Debré. Vous y trouverez les derniers vestiges du sens de l'État »). Battu aux élections législatives de 1946 en Indre-et-Loire, il rejoint ensuite le Rassemblement du peuple français (RPF).
Sénateur d’Indre-et-Loire de 1948 à 1958, il dénonce à la haute assemblée les méfaits du système politique instauré par la Constitution du 27 octobre 1946. Il s'oppose également à la Communauté européenne de défense (CED), accusant le gouvernement de trahison.

#### Garde des Sceaux du gouvernement de Gaulle
Le 1er juin 1958, refusant le portefeuille des Affaires étrangères, il devient garde des Sceaux dans le gouvernement Charles de Gaulle III. Il y joue un rôle essentiel dans la rédaction de la Constitution de la Cinquième République et dans la réforme de l'organisation juridictionnelle.
Souhaitant mettre en place un authentique régime parlementaire inspiré du modèle britannique dans lequel le système majoritaire à un tour serait constitutionnalisé, il doit s'incliner devant les réticences du Comité consultatif constitutionnel. Cependant, dans des domaines tels que la légifération par ordonnances et la primauté du gouvernement dans l'élaboration des lois, Michel Debré parvient à imposer ses vues.

### Premier ministre sous la présidence de Gaulle

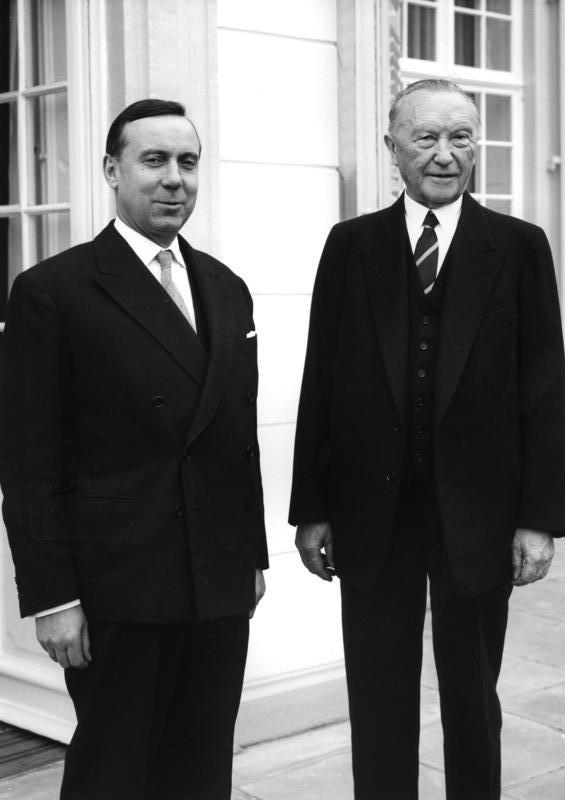
Michel Debré avec le chancelier ouest-allemand, Konrad Adenauer, en 1960 à Bonn.

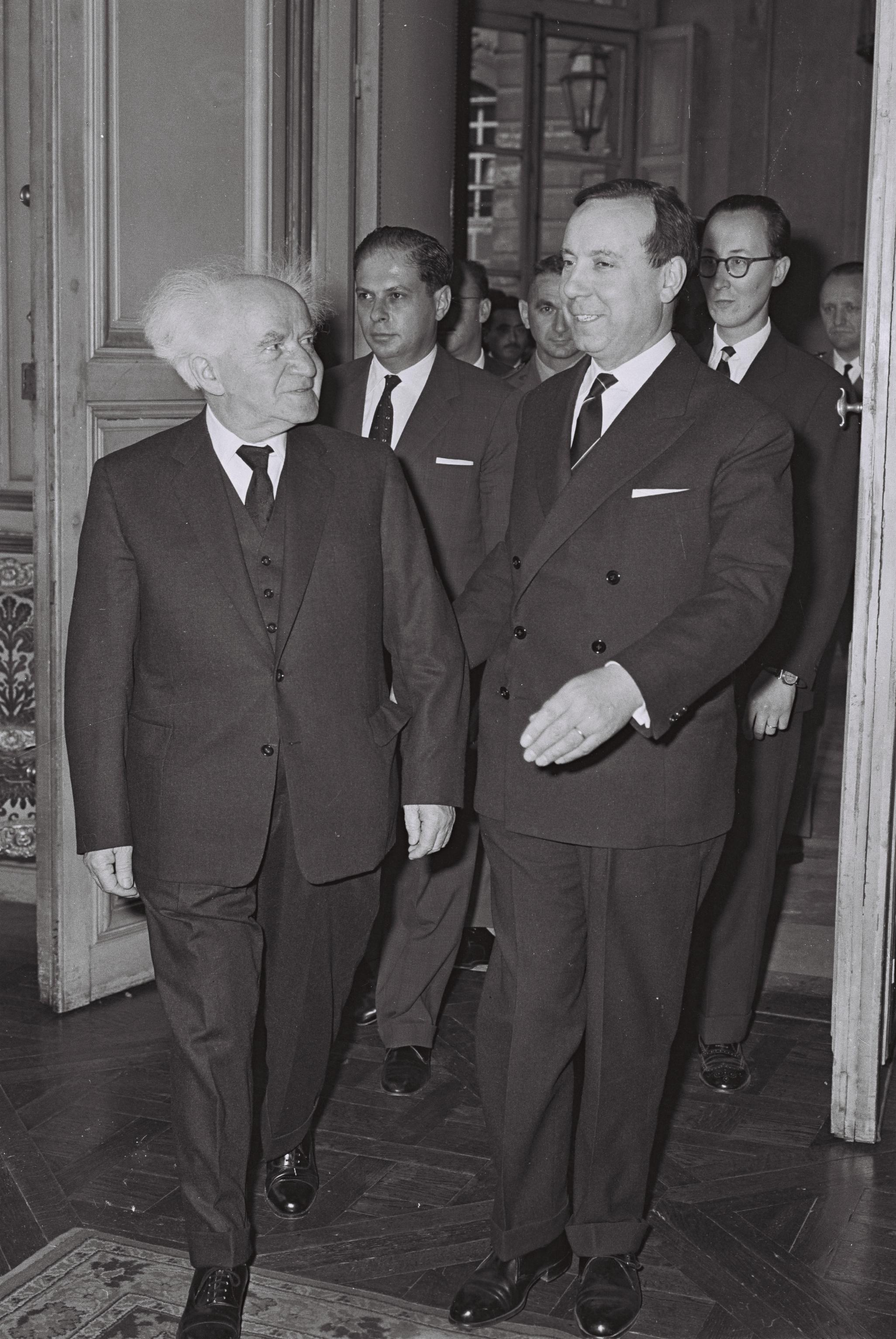
Michel Debré et le Premier ministre d'Israël, David Ben Gourion, en 1960 à Paris.

#### Formation de son gouvernement
La Constitution de la Cinquième République ayant été largement adoptée par référendum et les gaullistes ayant remporté les élections législatives, il est nommé Premier ministre le 8 janvier 1959, devenant le premier titulaire de cette fonction (le chef du gouvernement était précédemment appelé « président du Conseil »). Il forme alors un nouveau gouvernement composé de 27 membres, majoritairement des hauts fonctionnaires et membres de l'UNR.

#### Politique économique
Lors de son passage à Matignon, l'investissement a augmenté d'environ 10 % par an, la production industrielle de 6 % et la dette intérieure et extérieure a diminué.

#### Démission
Quelques jours après le référendum du 8 avril 1962 approuvant les accords d'Évian, le général de Gaulle accepte sa démission et le remplace par Georges Pompidou.

### Après Matignon

#### Député de La Réunion
En novembre 1962, à l'occasion des élections législatives qui suivent la dissolution de l'Assemblée nationale, il tente de se faire élire député en Indre-et-Loire. Battu, il décide en mars 1963, à la suite de l'invalidation de l'élection de Gabriel Macé, de se présenter à La Réunion, une île qu'il a découverte avec le président de la République lors d'un voyage le 10 juillet 1959. Ce choix s'explique par sa crainte de voir ce qui reste de l'empire colonial français suivre la voie empruntée par l'Algérie, une indépendance à laquelle il n'était pas favorable à titre personnel. Ainsi, Michel Debré prend acte de la fondation par Paul Vergès quelques années auparavant du Parti communiste réunionnais, un mouvement qui réclame activement l'autonomie de l'île et la suppression du statut de DOM.
Arrivé dans l'île en avril, Michel Debré est élu député dans la première circonscription de La Réunion le 5 mai 1963, avec 80,75 % des suffrages face à Paul Vergès, malgré l'opposition que suscite localement la mesure frappant les fonctionnaires d'outre-mer qu'il a prise en 1960 : l'ordonnance Debré. Cette victoire s’inscrit dans un contexte de fraude électorale enraciné au sein de la droite locale. Pour Gilles Gauvin, docteur en histoire et auteur d'une thèse sur Michel Debré et l'île de La Réunion, l'ancien Premier ministre est prêt à couvrir la fraude pour préserver la République, ici face à un communisme qui pour lui prône un « régime totalitaire ». En même temps, les deux camps politiques, communistes et nationaux, sont ancrés dans la violence et l'utilisation de moyens de pression.
Cette victoire très nette ouvre la « double vie » électorale de Michel Debré, qui cumule mandats locaux à Amboise et mandat parlementaire obtenu à La Réunion. Soutenu par les socialistes que l'autonomie rebute, il devient immédiatement le meneur de la droite réunionnaise. Cet état de fait ne sera contesté par Pierre Lagourgue que durant la décennie suivante, bien que Michel Debré soit élu au conseil régional de La Réunion pendant cette période.

##### Développement socio-économique de l’île
Pour justifier la départementalisation de l'île survenue en 1946 et préserver ses habitants de la tentation indépendantiste, il met en œuvre une politique de développement axée sur la gestion de l'urgence démographique et de la misère qu'elle engendre dans laquelle les observateurs ont reconnu l'attention accordée par son père Robert aux questions sociales. Il fait ouvrir dans l'île le premier centre d'orientation familiale. Il procède par ailleurs à la création de nombreuses cantines scolaires où il fait distribuer gratuitement du lait en poudre aux enfants, le « lait Debré ». Il lutte personnellement pour obtenir de Paris la création d'un second lycée dans le sud de l'île, au Tampon : il n'y en alors qu'un seul à Saint-Denis pour plusieurs centaines de milliers d'habitants, le lycée Leconte-de-Lisle. Il développe également le service militaire adapté créé par Pierre Messmer.

##### Enfants réunionnais placés en métropole
Considérant que la démographie de l'île est une menace pour son développement, Michel Debré organise durant les années 1960 le déplacement de Réunionnais vers la métropole. Il crée pour ce faire le BUMIDOM (Bureau pour le développement des migrations dans les départements d'outre-mer) et le CNARM (Comité national d'accueil et d'actions pour les Réunionnais en mobilité). Dans le même état d'esprit, il fait procéder à partir de 1963 au déplacement forcé vers la Métropole de plus de 1 600 enfants réunionnais (ces déplacements cesseront en 1982) en vue de repeupler certains départements métropolitains en cours de désertification, notamment la Creuse. Au professeur Denoix qui s'insurgeait contre ces pratiques, il répond dans une lettre : « L'entreprise doit être poursuivie avec d'autant plus de constance qu'elle peut être combinée avec un admirable mouvement d'adoption que nous n'arrivons pas toujours à satisfaire. »
Le dossier des « Réunionnais de la Creuse » est médiatisé tardivement, plus de cinq ans après la mort de Michel Debré, lorsque Jean-Jacques Martial, un Réunionnais transféré à l'âge de sept ans en 1966, maltraité et abusé sexuellement par sa famille d'accueil, dépose plainte en 2002 pour « enlèvement et séquestration de mineur, rafle et déportation »,.
Le 18 février 2014, l'Assemblée nationale vote une résolution mémorielle qui reconnaît la « responsabilité morale » de l'État français,.

#### Retour sur la scène nationale

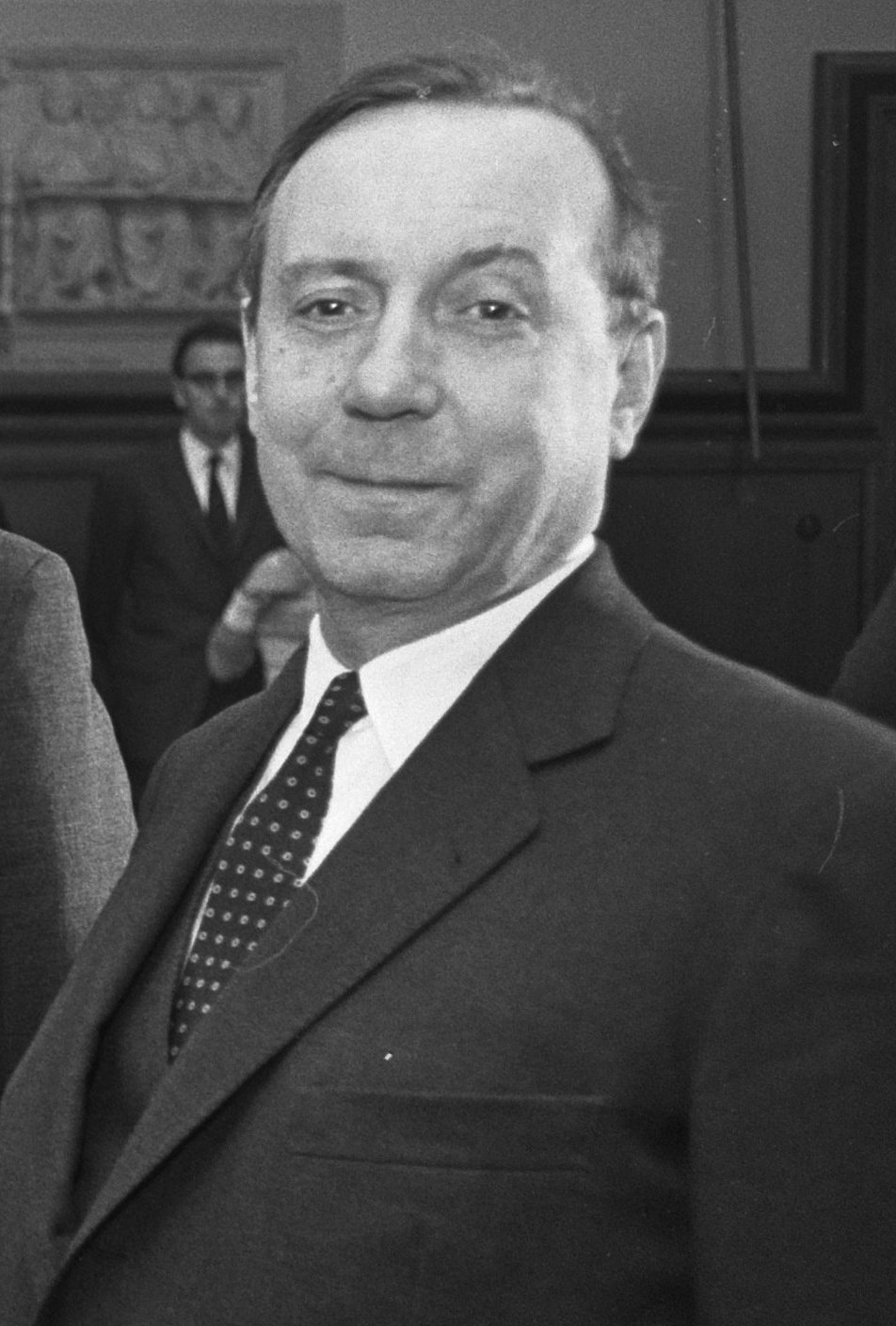
Michel Debré, ministre de l'Économie et des Finances, en 1967.

En parallèle de son engagement réunionnais, Michel Debré demeure actif sur le plan national. En décembre 1964, il fait voter une loi qui vise à éradiquer les bidonvilles en France.
Élu maire d’Amboise en 1966, il accepte plusieurs portefeuilles ministériels, à commencer par celui de l'Économie et des Finances en janvier 1966. N'ayant pas participé aux négociations des accords de Grenelle car n'étant pas jugé fin négociateur, il prend la tête de l'importante manifestation gaulliste des Champs-Élysées qui marque la fin des événements de Mai 68. Michel Debré est ensuite ministre des Affaires étrangères de 1968 à 1969.
Il est ministre d'État, chargé de la Défense nationale, de 1969 à 1973. Il rédige un livre blanc sur la Défense et restructure les chantiers navals de la Marine. En 1971, il annonce l'extension du camp militaire du Larzac auquel s'opposeront les paysans concernés et leurs soutiens pendant une décennie.
En 1973, alors que la tendance est à l'allongement des études, il inspire une loi à contre-courant de ce mouvement, restreignant les possibilités de sursis au service militaire pour achever un cycle d'études. Le texte provoque la protestation de lycéens et d’étudiants de premier cycle universitaire, avec de nombreux défilés et des lycées occupés. La loi sera finalement amendée avec des sursis jusqu'à 23 ans permettant de terminer un second cycle universitaire.
Ayant retrouvé son siège de député, Michel Debré s’oppose en 1975 au projet de loi dépénalisant l’IVG que défend la ministre de la Santé, Simone Veil, y voyant « une monstrueuse erreur historique ».
En 1979, il est élu député européen, en deuxième position sur la liste conduite par Jacques Chirac. Il siège avec les députés RPR français au sein du groupe des démocrates européens de progrès.

#### Candidature à l’élection présidentielle de 1981
Michel Debré annonce le 30 juin 1980 sa candidature à l'élection présidentielle de 1981 mais celle-ci ne suscite pas beaucoup d’enthousiasme.
Il développe une ardente campagne solitaire en faveur de la natalité et de la lutte contre l'inflation, tout en tentant de s’imposer comme l'unique candidat gaulliste face au président du RPR, Jacques Chirac et à Marie-France Garaud ; il est appuyé par 21 députés et quatre sénateurs du RPR. Soutenu par les « barons » Jacques Chaban-Delmas, Maurice Druon, Jean Foyer, Olivier Guichard et Yves Guéna, il affirme que la France a besoin d'un « gouvernement de salut public dépassant les combinaisons partisanes », suggérant qu'il pourrait s'étendre de certains giscardiens à certains socialistes comme Michel Rocard et Jean-Pierre Chevènement.
Sa candidature, qui gêne celle de Jacques Chirac, n’est pas pour déplaire à Valéry Giscard d'Estaing. N’étant pas rompu aux techniques de communication, il voit les intentions de vote en sa faveur s'effondrer et ne recueille que 1,66 % des voix au premier tour, soit le plus petit score lors d'une élection présidentielle parmi les Premiers ministres qui se sont portés candidats à ce scrutin. Il appelle à voter en faveur de Valéry Giscard d'Estaing le 5 mai 1981.

#### Fin de carrière
Après sa défaite et l’élection de François Mitterrand à la présidence de la République, Michel Debré choisit de poursuivre ses activités politiques en sollicitant le renouvellement de son mandat de député dans la première circonscription de La Réunion aux élections législatives de 1981, qu’il remporte avec 59,2 % des suffrages exprimés. Il s’oppose à l’abolition de la peine de mort et à l’instauration du scrutin proportionnel plurinominal pour les élections législatives.
Il conduit la liste commune RPR-UDF à La Réunion aux élections législatives de 1986. Contestée par le divers droite André Thien Ah Koon, cette liste obtient 36,9 % des voix et deux des cinq sièges disponibles, pour Michel Debré et Jean-Paul Virapoullé. La VIIIe législature voit un phénomène familial inédit se produire au Palais Bourbon : pour la première fois depuis 1958, un père et ses deux fils siègent à l’Assemblée nationale. Deux des fils de Michel Debré sont en effet élus députés en 1986 : Bernard en Indre-et-Loire et Jean-Louis dans l’Eure.
Après la réélection de François Mitterrand, il ne se représente pas aux élections législatives de 1988. Battu à Amboise lors des élections municipales de 1989, Michel Debré se retire de la vie politique en 1992, laissant le siège de conseiller général qu’il occupait depuis 1976 à son fils Bernard.

## Dernières années et mort
Michel Debré consacre les dernières années de sa vie à l'écriture. Le 24 mars 1988, il est élu au premier fauteuil de l'Académie française, succédant au prince Louis de Broglie. Il est reçu le 19 janvier 1989 par Jean Bernard. Son épée, dessinée par son frère Olivier, représente une croix de Lorraine.

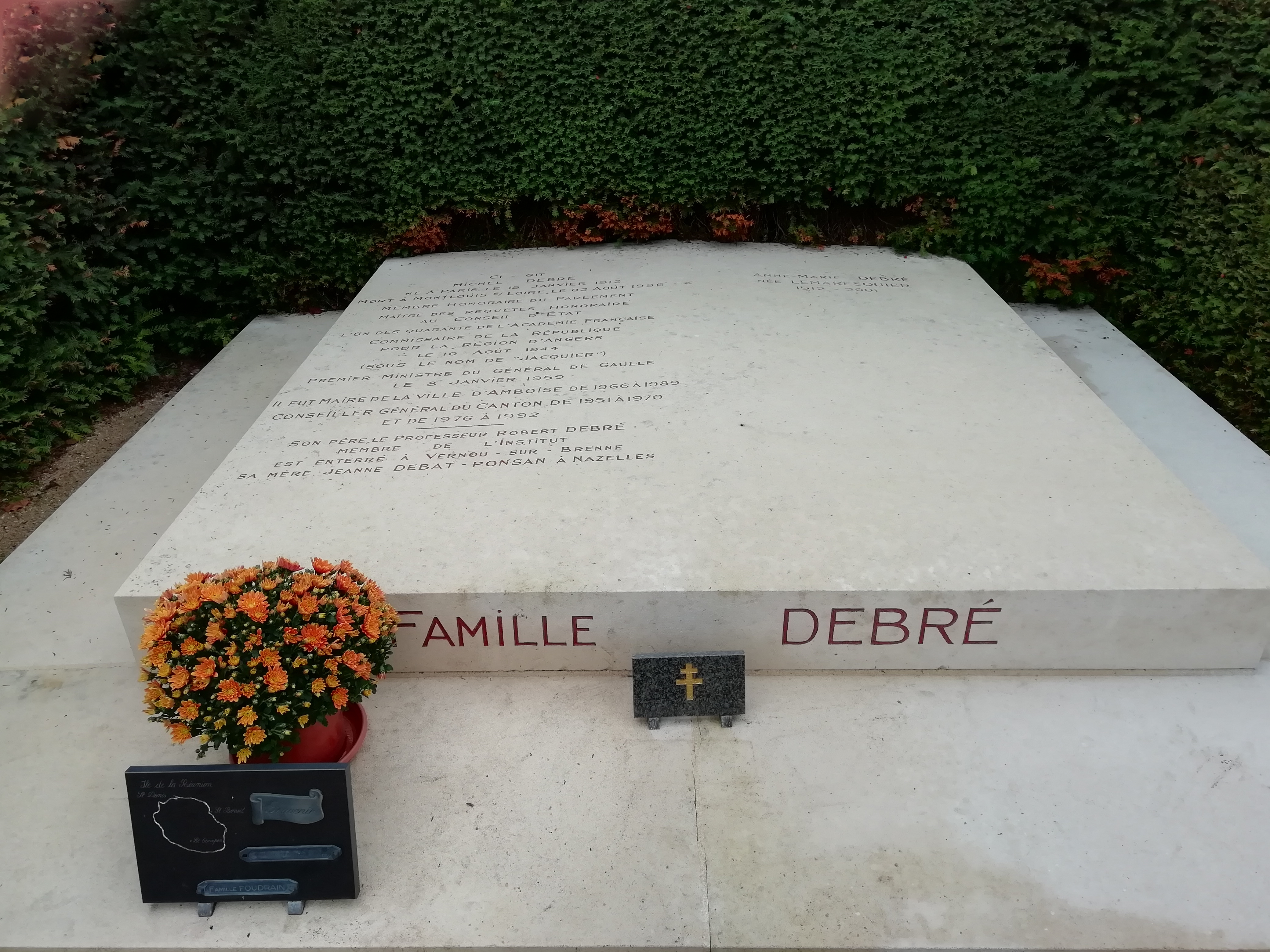
Tombe de Michel Debré et de sa famille.

Atteint de la maladie de Parkinson, il meurt le 2 août 1996 dans sa villa de Montlouis-sur-Loire, en Indre-et-Loire. Il est enterré au cimetière des Ursulines d'Amboise, commune dont il a été maire de 1966 à 1989. Un dernier hommage solennel lui est rendu à Amboise le 5 août, au cours d'une cérémonie religieuse en la collégiale Saint-Denis,,, en présence du président de la République Jacques Chirac, qui s'est achevée sur le parvis de la collégiale avec les honneurs militaires et s'est conclue au son du Chant des partisans. Le Premier ministre, Alain Juppé, et une quinzaine de membres de son gouvernement, les anciens Premiers ministres Pierre Messmer et Édouard Balladur, de nombreuses personnalités du gaullisme étaient présents.
Il est remplacé à l'Académie française par François Furet, mort avant d'avoir pu siéger sous la Coupole, puis par René Rémond le 18 juin 1998.

## Prises de position

### Institutions
Michel Debré se revendique patriote au sens où il affirme son attachement à la « France éternelle », à la patrie, à la nation, dans une perspective très proche de celle du général de Gaulle[réf. souhaitée]. Ce patriotisme affiché s'accompagne d'un républicanisme également fervent : produit de l'enseignement républicain, Debré met sur le même plan aux fondements de sa pensée la nation et la république, la république étant l'aboutissement et la réalisation de toutes les potentialités de la nation[pas clair].
Pour la rédaction de la constitution de 1958, Michel Debré s'inspire directement du discours de Bayeux, dans lequel de Gaulle expose son projet constitutionnel : parlement bicaméral avec une chambre basse représentant les électeurs et une chambre haute la tempérant et représentant la « vie locale » et les « grandes activités du pays » ; prééminence du gouvernement dans l'élaboration de la loi ; renforcement des pouvoirs du président de la République, « arbitre » « placé au-dessus des partis », qui choisit les membres du gouvernement et dirige leur travail, peut prendre les pleins pouvoirs ou faire appel au peuple.

Malgré son admiration pour de Gaulle, Debré prend cependant soin de distinguer l'homme et le régime, et réfute, parfois avec indignation — et trente ans après —, les accusations des antigaullistes selon laquelle la constitution de 1958 avait été taillée pour de Gaulle et ne lui survivrait pas. Il considère même que la cohabitation était envisagée dès la fondation du régime : 
« Lorsque la majorité de l'Assemblée nationale n'est pas issue du même mouvement électoral que celui qui a élu le Président de la République, les pouvoirs du Premier Ministre, en fait, augmentent considérablement car il est l'expression de la majorité du Parlement, en face de laquelle le Président de la République ne peut que s'incliner ou dissoudre. »

### Décentralisation
Généralement considéré, non sans quelque raison, comme « jacobin », Michel Debré montre une grande méfiance vis-à-vis de l'échelon régional dans lequel il voit la renaissance des anciennes provinces et la mise en péril de l'unité nationale et de l'autorité de l'État. Cette qualification de jacobinisme à l'égard de Michel Debré est cependant à relativiser. En effet, Michel Debré a longtemps défendu la décentralisation, en précisant néanmoins que cette dernière devait avant tout profiter à l'échelon communal. À la Libération, voulant supprimer les régions créées par le régime de Vichy tout en modernisant la vieille organisation départementale et municipale, il présente au général de Gaulle une ébauche de réforme de l'administration territoriale de la France consistant à mettre en place une organisation différenciée pour les grandes agglomérations, les villes moyennes et les petites communes. En 1969, par fidélité à de Gaulle, il appelle à voter « oui » au projet de régionalisation mais se montre critique vis-à-vis du texte et n'hésite pas à le faire savoir en Conseil des ministres : 
« Le cardinal Tisserand a dit au pape qu'il espérait mourir dans une église encore catholique, apostolique, et Romaine ; j'espère, quant à moi, que je mourrai dans une République encore une et indivisible ! »

### Construction européenne
Qualifier Michel Debré de « souverainiste » serait un anachronisme — ce terme n'ayant été forgé qu'en 1967 au Canada, avant d'être réemployé en France après la ratification du traité de Maastricht en 1992 pour stigmatiser ses opposants —, mais permet de montrer dans quelle famille politique se situeraient aujourd'hui ses idées. Michel Debré consacre dans ses mémoires de longs passages à la construction européenne, appelée la « supranationalité », qu'il rejette absolument dès lors qu'elle met en cause la souveraineté de la nation française. Il condamne en ces termes un amendement du Comité consultatif constitutionnel établissant la supériorité automatique des traités internationaux sur le droit interne : 
« À la ruse des supranationaux s'ajoute l'irréalisme de certains professeurs qui, avec leur théorie sur la hiérarchie des sources de droit, outre qu'ils se placent hors la tradition des légistes de France et qu'ils négligent le problème essentiel de la légitimité du pouvoir, manifestent une incompréhension totale du monde tel qu'il est. […] Ma colère éclate contre ces notables si peu au fait de l'histoire, des réalités du présent, des exigences de demain – bref, si peu conscients de la France éternelle. »
Michel Debré est ainsi dans les années 1950 un adversaire farouche du projet de Communauté européenne de défense, qu'il contribue par ses discours au Conseil de la République à faire échouer. Il se réjouit également de la prise de distance de de Gaulle avec la Communauté européenne de l'énergie atomique (Euratom) au profit de la bombe nucléaire française. Il s'opposera encore clairement, encore qu'avec un moindre écho et sans succès, à l'élection au suffrage universel du Parlement européen, au motif qu'il ne reçoit et ne devrait recevoir aucune délégation de souveraineté. Il condamne à plusieurs reprises la primauté du droit communautaire comme une absurdité, voire comme une manifestation de « l'esprit vichyssois qui accepte que la France soit commandée par l'étranger »

### Baron du gaullisme
Toute la carrière politique de Michel Debré est placée sous le signe de la fidélité au général de Gaulle, qu'il rejoint à Londres en 1943 ; il est véritablement un « compagnon », pour reprendre le terme utilisé jusqu'aux années 1990 pour désigner les membres du parti gaulliste. Il participe à la création du Rassemblement du peuple français (RPF), fait entendre la voix des gaullistes au Conseil de la République entre 1948 et 1958 en tant que président du groupe des Républicains sociaux, et passe l'essentiel de la Quatrième République à demander le rappel du Général aux affaires.
Premier ministre, il a été soupçonné d'avoir constitué un « cabinet noir » à Matignon chargé de fournir au gouvernement gaulliste des armes contre ses opposants.
Cependant, lorsque le ministre de l'Intérieur Roger Frey présente à Charles de Gaulle des photos montrant le jeune François Mitterrand avec Philippe Pétain pendant l'Occupation — dont très probablement celle ayant illustré beaucoup plus tard la jaquette d'Une Jeunesse française, de Pierre Péan — afin de l'utiliser contre celui-ci lors de la campagne électorale de 1965, il s'attire cette réponse, selon Alain Peyrefitte : « Non, car je ne pratiquerai pas la politique des boules puantes. ». Valéry Giscard d’Estaing fera de même que le général de Gaulle lors de l’élection présidentielle de 1981.

### Conception du rôle de l'État
Bien que réputé jacobin, Michel Debré s'est toujours déclaré, avec insistance, « libéral ». Il ne faut cependant pas comprendre cette revendication à l'aune du « libéralisme » au sens de la philosophie politique : Debré accorde peu de confiance au régime parlementaire tel que la France l'a connu entre 1875 et 1958, et affirme tout au long de sa carrière la nécessité de l'autorité de l'État. Il montre cependant, dès les années 1930, une sensibilité particulière pour les questions économiques, et regrette qu'elles occupent une place trop réduite dans la formation des élites politiques françaises. La nationalisation de l'École libre des sciences politiques et la création des instituts d'études politiques en 1945 est censée corriger cette insuffisance.
Ce « libéralisme » est à comprendre dans un pays où être libéral et jacobin n'est pas contradictoire. Le libéralisme français a historiquement hésité, ainsi que l'a montré par exemple Lucien Jaume, entre deux grandes tendances, l'une fondée sur l'individualisme dans la lignée de Benjamin Constant, qui échoue[réf. nécessaire], et l'autre sur le recours à l'État et la primauté de l'intérêt général dans la lignée de François Guizot, un « libéralisme d'État » (Jaume), qui l'emporte[réf. nécessaire]. C'est dans cette dernière tendance que s'inscrit Debré.
Michel Debré s'est attaché à moderniser l'État et les institutions lorsque le besoin s'en faisait sentir. Mécontent du système de recrutement de la haute fonction publique, où chaque ministère organisait son propre concours, il élabore ainsi en 1945 le projet d'École nationale d'administration, qu'il crée et dont il contribue à recruter la première promotion.
Il réforme également la justice en 1958,.

### Politique nataliste
Ardent partisan de la natalité, il dénonce la loi Veil sur l’interruption de grossesse et présente cette dernière comme une « monstrueuse erreur historique ». Il lui est attribué la petite phrase « Il faut que les Français fassent des enfants sur une grande échelle », dont les chansonniers feront longtemps des gorges chaudes.

### Défenseur de l’Algérie française
En 1957, Michel Debré est accusé par René Kovacs dans l'affaire du bazooka où il est cité comme commanditaire direct (avec Alain Griotteray et Pascal Arrighi entre autres) de la tentative d'assassinat sur le général Raoul Salan à Alger le 16 janvier 1957,; en dehors du témoignage des accusés aucune preuve n'est apportée et le procès est rapidement classé. Selon le contre-terroriste de l'ORAF, Philippe Castille, exécutant principal de l'attentat, Michel Debré est à la tête du secret « comité des six » comprenant le député Jacques Soustelle (branche parlementaire) et le Gal René Cogny (branche militaire). Lors de son procès, le général Salan (arrêté en avril 1962 pour avoir participé au putsch des généraux puis avoir été le chef de l'OAS) met également Michel Debré en cause déclarant : « Aucun témoignage n'a été recueilli, pas même celui de M. Michel Debré. Or il est impossible de comprendre les événements et d'expliquer ma position comme le mobile de mes actes si l'attentat du bazooka n'est pas éclairci. Quand le pouvoir refuse à un inculpé une justice complète, c'est qu'il y a le plus grand intérêt ».
La même année 1957, Michel Debré fonde Le Courrier de la colère (plus tard renommé Courrier de la Nation), mensuel défendant l'Algérie française et appelant au retour au pouvoir du général de Gaulle. Dans le numéro du 20 décembre 1957, il écrit : « le combat pour l'Algérie française est le combat légal, l'insurrection pour l'Algérie française est l'insurrection légale » ainsi que la célèbre déclaration : « Que les Algériens sachent surtout que l'abandon de la souveraineté française en Algérie est un acte illégitime ; ceux qui y consentiraient se rendraient complices des hors la loi et ceux qui s'y opposeraient par quelque moyen que ce soit, seraient en état de légitime défense »,.

## Détail des mandats et fonctions

### Fonctions gouvernementales
- Garde des Sceaux, ministre de la Justice de 1958 à 1959.
- Premier ministre de 1959 à 1962.
- Ministre de l'Éducation nationale (par intérim) de 1959 à 1960.
- Ministre de l'Économie et des Finances de 1966 à 1968.
- Ministre des Affaires étrangères de 1968 à 1969.
- Ministre d'État, chargé de la Défense nationale de 1969 à 1973.

### Mandats électifs
- Sénateur d’Indre-et-Loire de 1948 à 1958.
- Conseiller général d'Indre-et-Loire de 1951 à 1970.
- Conseiller municipal d'Amboise de 1959 à 1966.
- Député de La Réunion entre 1963 et 1988.
- Maire d'Amboise de 1966 à 1989.
- Conseiller général d'Indre-et-Loire de 1976 à 1992.
- Membre de l'Assemblée commune de la Communauté européenne du charbon et de l'acier à partir de 1952.
- Député européen de 1979 à 1980.

## Décorations

### Françaises
- Commandeur de la Légion d'honneur.
- Croix de guerre 1939-1945 avec deux palmes et une étoile de bronze.
- Médaille de la Résistance française avec rosette (décret du 25 avril 1946).
- Croix du combattant volontaire de la guerre de 1939-1945.
- Croix du combattant.
- Médaille commémorative des services volontaires dans la France libre.
- Médaille des évadés.

### Étrangères
- Grand-croix, 1re classe de l'ordre du Mérite.
- Grand-croix de l'ordre du Libérateur San Martín.
- Grand cordon de l'ordre de Léopold.
- Grand-croix de l'ordre de l'Étoile d'Anjouan.
- Grand-croix de l'ordre de la Trinité d'Éthiopie.
- Grand-croix de l'ordre du Homayoun.
- Grand-croix de l'ordre de Saint-Charles.
- Grand officier de l'ordre national du Bénin.
- Grand officier de l'ordre national de Côte d'Ivoire.
- Grand officier de l'ordre de l'Étoile équatoriale.
- Grand officier de l'ordre du Mérite.
- Grand officier de l'ordre national du Niger.
- Grand officier de l'ordre national du Lion du Sénégal.
- Commandeur de l'ordre de la Valeur du Cameroun.

## Ouvrages
- Demain la France : Esquisse d'un ordre international, sous le pseudonyme de Jacquier en collaboration avec Emmanuel Monick sous le pseudonyme de Bruère, Plon, Paris, 1945.
- Refaire la France, sous le pseudonyme de Jacquier, en collaboration avec Emmanuel Monick sous le pseudonyme de Bruère, Plon, Paris, 1944.
- La Mort de l'État républicain, Gallimard, Paris, 1947.
- Projet de pacte pour une union d'États européens, 1950.
- La République et son pouvoir, 1950.
- La République et ses problèmes, 1952.
- Ces princes qui nous gouvernent, Plon, Paris, 1957.
- Refaire une démocratie, un État, un pouvoir, 80 p., Plon (Tribune libre), Paris, 1958.
- Une certaine idée de la France, entretien avec Alain Duhamel, Fayard, Paris, 1972.
- Une politique pour la Réunion, Plon, Paris, 1974.
- Le Pouvoir politique, avec Jean-Louis Debré, Seghers, Paris, 1976.
- Le Gaullisme, avec Jean-Louis Debré, Plon (Tribune libre), Paris, 1977,  (ISBN 2259003303).
- Français, choisissons l'espoir, Albin Michel, Paris, 1979  (ISBN 2-226-00777-6).
- Lettre ouverte aux Français sur la reconquête de la France, Albin Michel, Paris, 1980,  (ISBN 2-226-01075-0).
- Peut-on lutter contre le chômage ?, Fayard, Paris, 1982  (ISBN 2-213-01190-7).
- Trois républiques pour une France. Mémoires, avec la collaboration d'Odile Rudelle, Albin Michel, Paris, 1984–1994, 5 volumes.
  1. Combattre, 1984  (ISBN 2226020667).
  2. Agir (1946–1958), 1988  (ISBN 2226033424) Prix Saint-Simon 1988.
  3. Gouverner (1958-1962), 1988  (ISBN 2226034579).
  4. Gouverner autrement (1962–1970), 1993  (ISBN 2226062076).
  5. Combattre toujours (1969-1993), 1994  (ISBN 2226075364).
- Entretiens avec le général de Gaulle (1961-1969), Albin Michel, Paris, 1993  (ISBN 2226066608).
- Entretiens avec Georges Pompidou (1971-1974), Albin Michel, Paris, 1996  (ISBN 2226084878).

## Hommages
On trouve sur une place du chef-lieu de La Réunion surplombant la Rivière Saint-Denis une arche encadrant un portail ouvert sur laquelle est inscrite en son honneur une définition que Michel Debré avait faite de lui-même : « Créole un jour, créole toujours ».
Une place à son nom a été inaugurée le 9 juillet 2006 dans le 6e arrondissement de Paris.

## Dans la fiction
En 1980, Michel Debré est mentionné dans le film Inspecteur la Bavure.
En 2014, dans le téléfilm La Loi, le combat d'une femme pour toutes les femmes, Michel Debré est joué par Éric Naggar.
En 2020, dans la mini-série De Gaulle, l'éclat et le secret, son rôle est interprété par Jean-Michel Noirey.